# Kompanie logistyczne
Kompania logistyczna (klog) – pododdział wojsk lądowych; jest organicznym pododdziałem batalionu logistycznego, batalionu ogólnowojskowego lub batalionu (dywizjonu)  innych rodzajów wojsk.

## Kompania logistyczna SZ RP
Kompania logistyczna  przeznaczona jest do zabezpieczenia logistycznego oraz świadczenia usług socjalno-bytowych dla obsady stanowisk dowodzenia  oraz zabezpieczenia logistycznego działania pododdziałów w zakresie organizacji, zaopatrywania, gromadzenia, przechowywania i dowozu środków bojowych i materiałowych, organizacji i realizacji zadań zabezpieczenia technicznego oraz odtwarzania zdolności sprzętu wojskowego w razie uszkodzenia.

### Struktura i wyposażenie w 2017
Kompania logistyczna BKPanc
dowództwo kompanii
- dowódca kompanii
- zastępca dowódcy kompanii
- szef kompanii
- technik kompanii

pododdziały
- pluton zaopatrzenia
- pluton remontowy
- drużyna zabezpieczenia

Kompania logistyczna batalionu zmechanizowanego
W skład kompanii logistycznej wchodzą: 
- załoga wozu dowodzenia
- drużyna zabezpieczenia
- pluton zaopatrzenia[b].
  - trzy drużyny zaopatrzenia
  - drużyna gospodarcza
- pluton remontowy[c]
  - drużyna remontowa
  - warsztat remontu uzbrojenia
  - warsztat remontu sprzętu łączności
  - stacja kontolno-pomiarowa
  - stacja ładowania akumulatorów
  - drużyna ewakuacji

| Wyszczególnienie                         | klog | plzaop | plrem | drzab | drwd |
| ---------------------------------------- | ---- | ------ | ----- | ----- | ---- |
| żołnierze                                | 83   | 44     | 30    | 5     | 4    |
| wóz dowodzenia                           | 1    |        |       |       | 1    |
| samochody c-t                            | 22   | 20     | 1     | 1     |      |
| samochód o-t                             | 1    |        |       | 1     |      |
| przyczepa                                | 2    | 2      |       |       |      |
| samochód -chłodna                        | 1    | 1      |       |       |      |
| podnośnik widłowy                        | 1    | 1      |       |       |      |
| cysterna na wodę                         | 3    | 3      |       |       |      |
| cysterna paliwowa                        | 3    | 3      |       |       |      |
| elektrownia EO-1                         | 1    | 1      |       |       |      |
| kuchnia polowa KP-340                    | 5    | 5      |       |       |      |
| zbiornik na wodę                         | 5    | 5      |       |       |      |
| warsztat obsługi pojazdów gąsiennicowych | 1    |        | 1     |       |      |
| warsztat obsługi pojazdów kołowych       | 1    |        | 1     |       |      |
| warsztat elektromechaniczny              | 1    |        | 1     |       |      |
| warsztat sprzętu łączności               | 1    |        | 1     |       |      |
| stacja kontrolno-pomiarowa               | 1    |        | 1     |       |      |
| ładownia akumulatorów                    | 1    |        | 1     |       |      |
| ciągnik pancerny WZT-2                   | 1    |        | 1     |       |      |

### Struktura i wyposażenie w 1999
Kompania logistyczna batalionu czołgów (bz)
dowództwo kompanii
- dowódca kompanii
- szef kompanii
- technik kompanii
- kancelista

pododdziały
- pluton zaopatrzenia
  - dwie drużyny zaopatrzenia

- pluton remontowy
  - drużyna remontowa
  - warsztat remontu uzbrojenia
  - drużyna ewakuacyjna
- pluton medyczny
  - grupa opatrunkowa
  - grupa ewakuacyjna

| Wyszczególnienie          | klog | plzaop | plrem | plm |
| ------------------------- | ---- | ------ | ----- | --- |
| żołnierze                 | 63   | 35     | 11    | 13  |
| samochody c-t             | 21   |        |       |     |
| przyczepa                 | 11   |        |       |     |
| cysterna na wodę          | 2    | 2      |       |     |
| cysterna paliwowa         | 3    | 3      |       |     |
| elektrownia EO-1          | 1    |        |       |     |
| kuchnia polowa            | 3    | 3      |       |     |
| warsztat obsługi pojazdów | 2    |        | 2     |     |
| wóz pomocy technicznej    | 1    |        | 2     |     |
| samochód sanitarny        | 3    |        |       | 3   |